# Llista de comtes de Tolosa

Escut d'Armes dels comtes de Tolosa

Llista cronològica dels comtes de Tolosa des de l'inici del comtat de Tolosa l'any 778 fins a la seva integració al Regne de França el 1271.

## Llista dels comtes de Tolosa

### Comtes Carolingis
- 778-790: Corsó de Tolosa
- 790-806: Guillem I el Sant
- 806-816: Bigó de Tolosa
- 816-835: Berenguer I de Tolosa
- 835-844: Bernat de Septimània, fill de Guillem I
- 844-849: Guillem de Septimània, fill de l'anterior

### Comtes hereditaris

#### Dinastia fredelona de Roergue
- 849-852: Frèdol I de Roergue
- 852-863: Ramon I de Roergue, germà de l'anterior

#### Dinastia de Gòtia
- 863-865: Unifred de Gòtia, comte usurpador

#### Dinastia Fredelona de Roergue
- 865-872: Bernat II de Tolosa dit 'el Vedell, fill de Ramon I
- 872-886: Bernat III dit Plantapilosa, fill de Bernat de Septimània
- 886-918: Odó I de Tolosa, germà de Bernat II
- 918-923: Ramon II de Tolosa, fill de l'anterior
- 923-942: Ramon III Ponç I de Tolosa, fill de l'anterior

Nota: A continuació s'hi fan constar dos comtes que no hi figuren pas dins la genealogia tradicional dels comtes de Tolosa, establerta pels Benedictins a la Histoire générale de Languedoc. Estudis recents han establert que entre Raimon III Ponç i Guillem III (que segons es creia fins ara havia regnat prop de 80 anys) hi va haver dos comtes anomenats Raimon que modificarien la numeració dels Raimon. Els parèntesi marquen la numeració corregida.
- 942-961: Ramon (IV) (†961) fill del primer matrimoni de Raimon III Ponç, casat amb Emilda
- 961-972: Hug de Tolosa, fill de l'anterior
- 972-978: Ramon (V), germà del precedent casat amb Adelaida d'Anjou
- 978-1037: Guillem III dit Tallaferro, fill de l'anterior
- 1037-1060: Ponç II de Tolosa, fill de l'anterior
- 1060-1088: Guillem IV, fill de l'anterior
- 1088-1105: Ramon IV de Tolosa o de Sant Geli (seria Ramon VI), germà de l'anterior
- 1105-1112: Bertran I de Tolosa conegut com a Bertran de Sant Gèli, fill de l'anterior
- 1112-1148: Alfons I de Tolosa dit Jordà, germà de l'anterior i absent per la seva participació en les croades

1114-1117: Felipa Matilde de Tolosa, filla de Guillem V
1114-1119: Guillem IX d'Aquitània i V de Tolosa, espòs de l'anterior
- 1148-1194: Ramon V de Tolosa (o Ramon VII), fill d'Alfons I
- 1194-1222: Ramon VI de Tolosa (o Ramon VIII), fill de l'anterior

#### Dinastia de Montfort (no hereditari)
Conquesta: 1215-1218: Simó IV de Montfort, per conquesta

#### Dinastia fredelona de Roergue
- 1222-1249: Ramon VII de Tolosa (o Ramon IX), fill de l'anterior
- 1249-1271: Joana I de Tolosa, filla de l'anterior

#### Dinastia de Poitiers
- 1249-1271: Alfons III de Potiers, espòs de l'anterior

El 1271 el comtat de Tolosa passa a formar part del Regne de França

### Comte no hereditari
- 1681-1737: Lluís Alexandre de Borbó, fill il·legítim de Lluís XIV de França